# Чарівне крильце (заказник)
Чарі́вне кри́льце — ентомологічний заказник місцевого значення в Україні. Розташований у межах Вижницького району Чернівецької області, біля села Долішній Шепіт. 
Площа 20 га. Статус присвоєно згідно з рішенням облвиконкому від 19.01.1983 № 15. Перебуває у віданні ДП «Берегометське лісомисливське господарство» (Чемернарське лісництво, кв. 16, вид. 5). 
Статус присвоєно для збереження ділянки лісового масиву з поселеннями 20 видів турунів. У деревостані переважають: ялиця, смерека.